# Glashütte Wisthoff

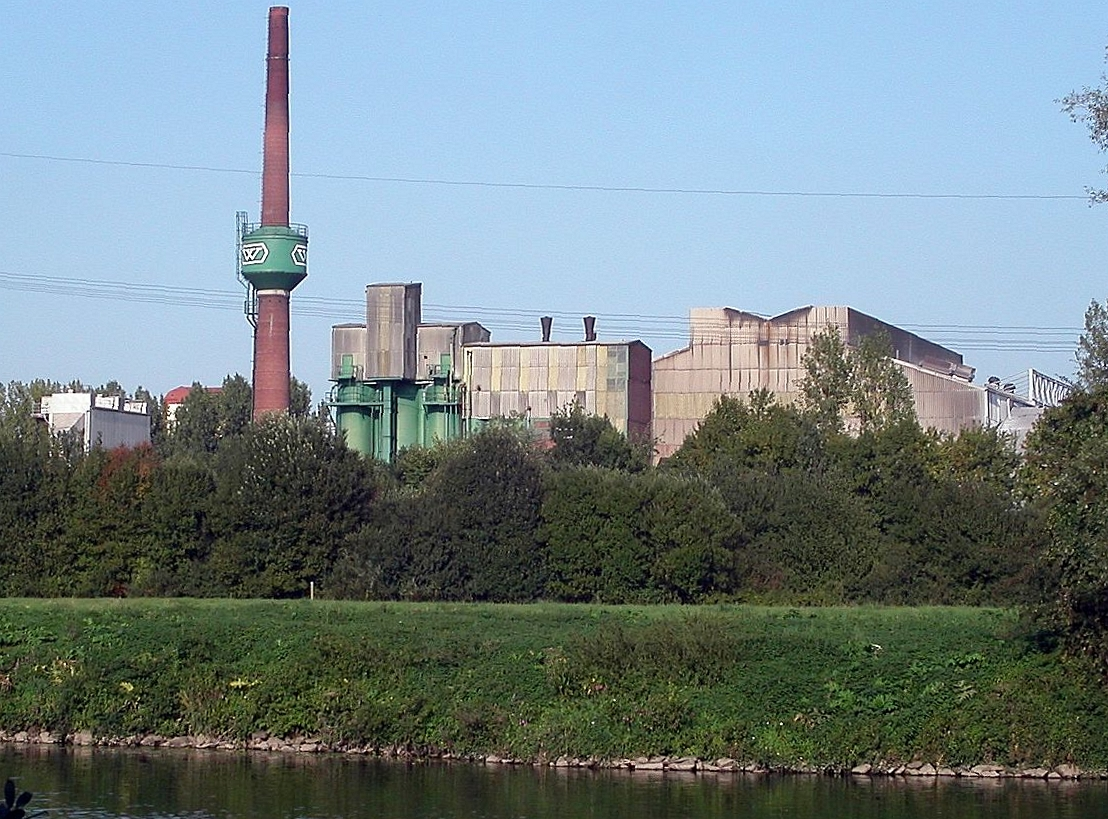
Glashütte Wisthoff vom gegenüberliegenden Ruhrufer gesehen

Die Glashütte Wisthoff ist eine Glashütte, die seit 1971 im Ruhrtal im Essener Stadtteil Horst sitzt. Sie wurde in Steele gegründet. Als heutiger Teil der Gerresheimer-Gruppe gilt sie als das wahrscheinlich älteste Industrieunternehmen im Bereich der heutigen Stadt Essen.

## Geschichte
Am 17. Februar 1723 wurde durch Friedrich Wilhelm I. die Errichtung der Königlich privilegierten Glasmanufaktur in der damals ländlichen Gemeinde Königssteele genehmigt und 1727 privilegiert. Da zu dieser Zeit bereits Steinkohle im Ruhrtal abgebaut wurde, war die Glashütte eine der ersten im Westen Deutschlands, die mit Hilfe dieses Brennstoffs produzieren konnte. Das, und die Nähe zur Ruhr zählten im sonst noch strukturschwachen Steele zu den Standortvorteilen.
Zunächst trug die Hütte den Namen Hünninghausener Glashütte, nach ihrem Gründer Hermann Albert Hünninghausen, der weitere Glashütten im nahen Ruhrtal errichtete. Später hieß das Werk Knohl’sche Glashütte. Nach wechselvoller Geschichte wurde Friedrich Ignatz Wisthoff (* 1792, † 1863) im Jahr 1820 Teilhaber und übernahm 1824 die Geschäftsführung des Unternehmens, wobei es unter dem Namen Vereinigte Schellenberger und Steeler Glashütten Wisthoff & Co. zu einer bedeutenden Glashütte im Ruhrgebiet aufstieg. Zu den wichtigsten Produkten zählten verschiedene Hohlglasartikel, wie Flaschen für Medikamente und Getränke.
Die ursprüngliche Glashütte befand sich zunächst in der Bochumer Straße und am heutigen Dreiringplatz. Ganz in der Nähe befindet sich noch heute das unter Denkmalschutz stehende, ehemalige Wohnhaus Wisthoffs. Als 1863 Friedrich Ignatz Wisthoff starb, übernahmen seine Söhne Ferdinand (* 24. August 1834 in Steele, † 1. März 1882 ebenda) und August die Geschäfte und bauten das Werk erfolgreich aus. Um 1875 zog die Familie Wisthoff in den heutigen Wisthoff-Park am Villenweg um, so dass ihr bisheriges Wohnhaus weiterhin noch bis 1970 als Geschäftshaus genutzt wurde. Die Produktionsstätte wurde auf den Bereich des ehemaligen Hofes Krahwinkel südlich der Bochumer Straße verlagert. Da die Firma zeitweise bis zu 500 Mitarbeiter beschäftigte, wurden Werkswohnungen gebaut und eine Unterstützungskasse für Hilfe in Krankheits- und Todesfälle ins Leben gerufen. Etwa ein Drittel der Produkte ging in den Export, so dass 1871 eine Zweigniederlassung in Brüssel gegründet wurde.
Das Mundblasverfahren wurde nach und nach durch halb- und vollautomatische Maschinen ersetzt. 1912 war Wisthoff das erste Unternehmen im Ruhrgebiet, dass Ferngas zur Produktion einsetzte. Nach dem Zweiten Weltkrieg, im Juni 1945, war Wisthoff das erste Unternehmen in Nordrhein-Westfalen, das seine Produktion wieder aufnehmen konnte. Der späteren Leiterin Maria Tosse gelang dazu die Durchsetzung bei den Besatzungsmächten. Bis 1969 war die Glashütte ein Familienunternehmen.
Die Produktionsstätten auf dem Gebiet des ehemaligen Hofes Krahwinkel, die noch bis 1970 in Betrieb waren, wurden im Rahmen der sogenannten Sanierung Steeles abgebrochen. Auf dem Gelände sind später die heutigen Wohn-Hochhäuser durch die GAGFAH errichtet worden.

## Heutiges Unternehmen
Am 3. Juni 1971 wurde die heutige Glashütte an der Ruhrau 50 in Betrieb genommen.
Seit 2004 gehört das Traditionsunternehmen Wisthoff mit rund 400 Mitarbeitern zur Gerresheimer-Gruppe. Am 16. Januar 2007 wurde die Wisthoff GmbH in Gerresheimer Essen GmbH umbenannt.